# Wolfgang Borchert
Wolfgang Borchert (ur. 20 maja 1921 w Hamburgu, zm. 20 listopada 1947 w Bazylei) – pisarz niemiecki. Był jednym z najbardziej znanych autorów tzw. Trümmerliteratur (literatury zgliszcz), krótkiej epoki literackiej w Niemczech, która nastąpiła po zakończeniu II wojny światowej. Literatura ta charakteryzowała się wielkim ładunkiem emocjonalnym powstałym na skutek tragicznych doświadczeń wojennych.

## Życiorys

### Wykształcenie i pierwsze próby literackie
Wolfgang Borchert urodził się w Hamburgu-Eppendorf jako syn nauczyciela szkoły podstawowej Fritza Borcherta i jego żony, rodzimej pisarki Herthy. Był uczniem szkoły Zentralschule Kirchwerder przy kościele w Hamburgu. Już w wieku 15 lat zaczął pisać wiersze, z których część została wydana w gazecie Hamburger Anzeiger. W 1939 rodzice wysłali go na naukę zawodu do księgarza u Heinricha Boysena. Równocześnie pobierał lekcje aktorstwa u Helmuta Gmelina. W roku 1940, po zdaniu egzaminu końcowego w szkole aktorskiej, porzucił praktykę księgarską. W marcu 1941 został zatrudniony przez teatr Landesbühne Osthannover, jednak już w czerwcu musiał zrezygnować, ponieważ został powołany do wojska.

### Druga wojna światowa
Od czerwca do listopada 1941 odbywał szkolenie na czołgistę w miejscowości Weimar-Lützendorf w oddziale wojska "3. Panzer-Nachrichten-Ersatz-Abteilung 81". Pierwsza wyprawa na front zaprowadziła go pod Kalinin, gdzie został ranny w styczniu 1942. Następnie leczył się na postępującą błonicę w lazarecie w Schwabach. Z powodu podejrzeń, że sam postrzelił sobie lewą rękę, został oskarżony o działanie na szkodę wojska. Proces odbył się po trzech miesiącach w areszcie śledczym w Norymberdze. Strona skarżąca żądała kary śmierci, sąd jednak uniewinnił go 30 czerwca. Mimo to Borchert pozostał w areszcie śledczym, tym razem oskarżony o występowanie w swojej korespondencji przeciwko Ustawie dotyczącej zakazu podstępnych ataków na państwo i partię oraz o ochronie mundurów partyjnych (Heimtückegesetz). Proces zakończył się karą sześciu tygodni więzienia o zaostrzonym rygorze, a następnie natychmiastowym wysłaniem na front. Koniec roku 1942 spędził w batalionie rezerwowym swojego pułku w Saalfeld oraz w garnizonie w Jenie. W grudniu 1942 był łącznikiem w walkach pancernych pod Toropez, skąd z powodu odmrożeń został znów zabrany do lazaretu, w którym zachorował na żółtaczkę i ospę. Na początku roku 1943 przeniesiono go do lazaretu dla przewlekle chorych w Smoleńsku, a następnie do Elend (góry Harz).
W styczniu dostał przepustkę i wrócił do zniszczonego atakami bombowymi Hamburga, gdzie zajął się występami kabaretowymi w tzw. „Bronzekeller” (Piwnica z brązu). Pozostały z tego czasu takie utwory jak „Der Tausendfüßler” (Stonoga), „Die Zigarettenspitze” (Czubek papierosa), „Brief aus Russland” (List z Rosji). W październiku powrócił do swojej kompanii do Kassel-Wilhelmshöhe z nadzeją na zwolnienie z wojska lub przeniesienie do wojskowego teatru z powodu pogłębiającej się choroby wątroby. Jednak jego występy kabaretowe spowodowały kolejne aresztowanie w grudniu 1943. W styczniu 1944 przeniesiono go do aresztu śledczego Berlin-Moabit, gdzie odbył się przeciw niemu proces w Centralnym sądzie wojskowym. Został skazany na dziewięć miesięcy pozbawienia wolności, a niedługo później wysłany na front. Jednostka, do której został przydzielony, w 1945 poddała się z pobliżu Frankfurtu nad Menem wojskom francuskim. Podczas transportu do niewoli udało mu się uciec – ciężko chory na piechotę przedostał się do swoich rodziców do Hamburga; przybył tam 10 maja 1945.

### Czasy powojenne
Po wojnie Borchert próbował swoich sił w teatrze i na scenie kabaretowej. Od 1 listopada do 15 grudnia był asystentem reżysera przy spektaklu „Natan mędrzec”  Lessinga w teatrze Deutsches Schauspielhaus w Hamburgu. Oprócz tego pisał teksty dla kabaretu Janmaaten im Hafen, z którym czasem sam występował. Był współzałożycielem teatru „Komedia” (Die Komödie) w Hamburgu-Altona. Z powodu ciągle pogarszającego się stanu zdrowia musiał coraz więcej czasu leżeć w łóżku. 25 stycznia napisał opowiadanie „Die Hundeblume“ (Psi kwiat). Od Wielkanocy znów przebywał w domu rodzinnym. Do końca roku w niesamowitym tempie napisał 20 utworów prozą. W grudniu 1946 wydał tomik wierszy pt. „Laterne, Nacht und Sterne” (Latarnia, noc i gwiazdy) zawierający utwory napisane w latach 1940–1945. Gdy był już nieuleczalnie chory, napisał dzieło w duchu ekspresjonizmu „Draußen vor der Tür” (Pod drzwiami). Zmarł w szpitalu Clara-Spital w Bazylei (Szwajcaria), gdzie przebywał z powodu choroby wątroby. Dzień po jego śmierci, 21 listopada, znany do tej pory tylko w formie słuchowiska dramat „Przed drzwiami” miał swoją premierę na hamburskiej scenie. Później jego dzieła zostały jeszcze wydane w tomie „Die traurigen Geranien” (Smutne geranium). Wolfgang Borchert został pochowany na cmentarzu Hauptfriedhof Ohlsdorf w Hamburgu.

## Dzieła
- Die Kirschen (ok. 1945)
- Laterne, Nacht und Sterne (1946)
- Pod drzwiami (Draußen vor der Tür) (1947)
- An diesem Dienstag (1947)
- Die Hundeblume (1947)
- Das ist unser Manifest (1947)
- Das Brot (1946)
- Die Küchenuhr
- Nachts schlafen die Ratten doch!
- Die drei dunklen Könige
- Das Gewitter
- Schischyphusch
- Mein Bleicher Bruder
- Der Schriftsteller

## Opracowania
- Peter Rühmkorf: Wolfgang Borchert. In Selbstzeugnissen und Bilddokumenten. (= rowohlts monographien; 58). Rowohlt, Reinbek 1961 (zuletzt 8. Auflage, bearbeitet von Wolfgang Beck, Rowohlt, Reinbek 2002, ISBN 3-499-50058-2)